# Hausen (Pohlheim)
Hausen (ⓘ) ist ein Ortsteil der Stadt Pohlheim im mittelhessischen Landkreis Gießen. Die Bebauungen von Hausen und Garbenteich gehen ineinander über.

## Geografie

### Geografische Lage
Hausen liegt zwischen dem Südostfuß des Schiffenberg sowie nördlich des Obergermanischen Limes sowie am Nordrande der Wetterau in Mittelhessen am Lückebach. Südwestlich des Ortes treffen sich die Landesstraßen 3129 und 3131, nördlich führt die Bundesstraße 457 entlang. Am südlichen Ortsrand von Hausen verläuft die Bahnstrecke Gießen–Gelnhausen, deren nächstgelegene Stationen in Petersweiher/Watzenborn-Steinberg und Garbenteich sind.

### Klima
Die mittlere Jahrestemperatur beträgt zwischen 8,0 und 8,4 °C, und die mittlere Jahresniederschlagsmenge beträgt zwischen 610 und 620 mm.

## Geschichte

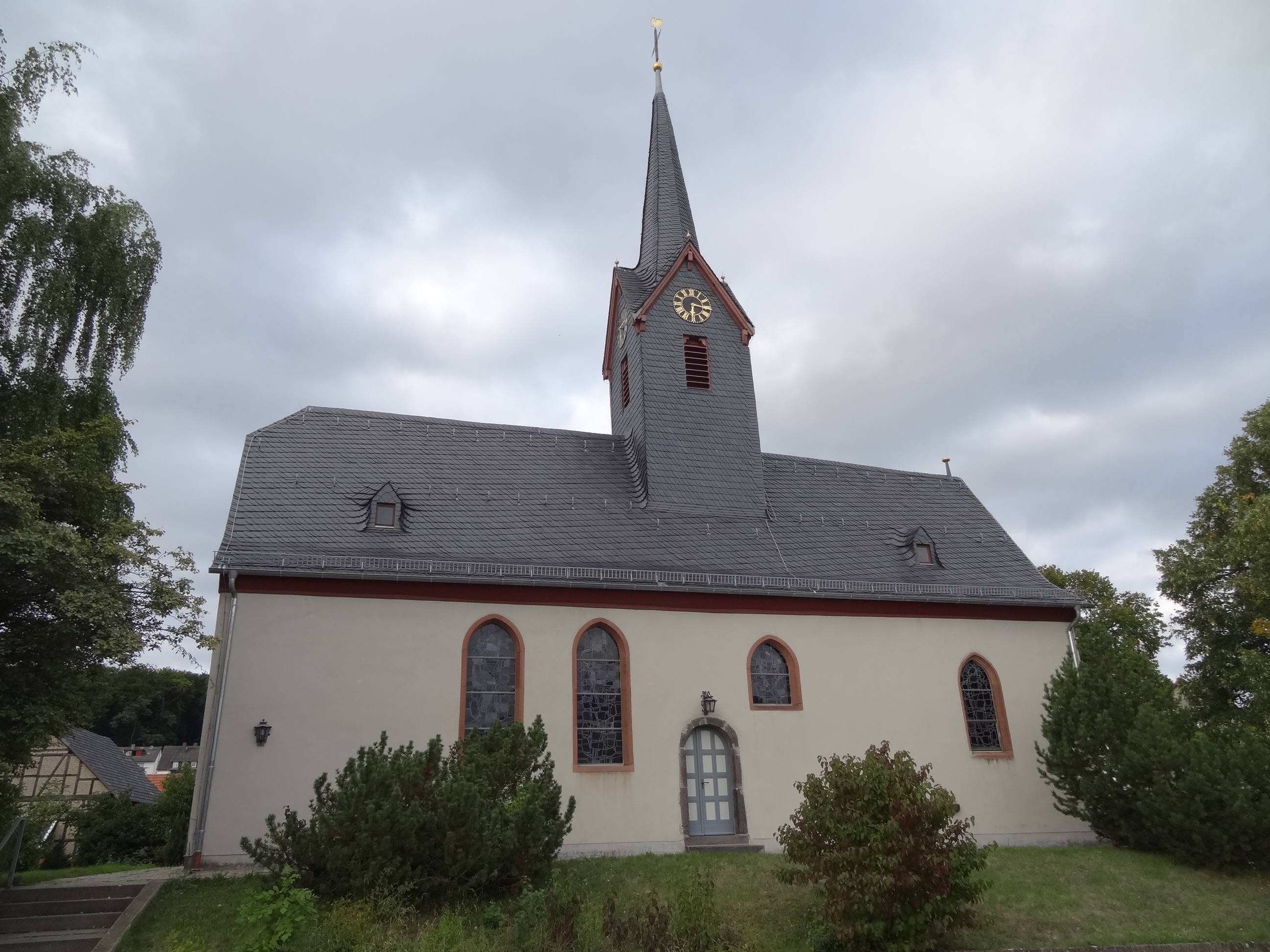
Evangelische Kirche Hausen

### Ortsgeschichte
Die älteste erhaltene schriftliche Erwähnung des Ortes findet sich als Garuuardeshusen im Lorscher Codex und wird auf 886 oder 887 datiert. Es ist aber nicht endgültig geklärt ob sich dieser Eintrag auf dieses Hausen bezieht. Eine gesicherte Erwähnung aus dem Jahr 1284 findet sich im Urkundenbuch der Deutschordensballei Hessen unter der Bezeichnung Husen. In erhaltenen Urkunden späterer Jahre wurde Hausen unter den folgenden Namen erwähnt (in Klammern das Jahr der Erwähnung): Husin (1317) und Husen prope Schiffenburg (1395).
Bereits um 1000 bestand eine romanische Kapelle, die im späten 13. Jahrhundert durch die heutige Kirche ersetzt wurde. Eine Schule wurde zum Ende des 16. Jahrhunderts genannt.
Hausen gehörte zu dem Teil des Amtes Hüttenberg, einem Kondominat, der bei der Teilung von 1703 an die Landgrafschaft Hessen-Darmstadt fiel. Dort gehörte es zum hessischen Amt Hüttenberg.
1803 fasste die Landgrafschaft ihre nördlich des Mains gelegenen Gebiete in dem Fürstentum Oberhessen (später: Provinz Oberhessen) zusammen, wo nun auch Hausen lag. 1806 wurde die Landgrafschaft von Napoleon zum Großherzogtum Hessen erhoben. Dieses führte 1821 eine Verwaltungsreform durch, in der das Amt Hüttenberg aufgelöst wurde. Übergeordnete Verwaltung war nun der Landratsbezirk Gießen, zuständiges Gericht das Landgericht Gießen.
Die Statistisch-topographisch-historische Beschreibung des Großherzogthums Hessen berichtet 1830 über Hausen:

„Hausen (L. Bez. Giessen) evangel. Filialdorf; liegt 2 St. von Giessen, hat 49 Häuser und 272 Einwohner, die außer 1 Katholiken evangelisch sind, sodann 1 Kirche und 1 Mühle. – Das Dorf gehörte zum Hüttenberg und zum Schloß Gleiberg. Es wurde zwischen Hessen und Nassau gemeinschaftlich, welche Gemeinschaft erst 1703 aufgehoben wurde, wobei Hausen ausschließend an Hessen kam. Den Zehnten, den Anselm und Johann von Leihgestern aufgesagt, hat Landgraf Heinrich I. 1284, dem Kloster Schiffenberg überlassen.“

Hausen gehörte zum Gebiet des Gemeinen Rechts, das hier ohne die Überlagerung von Partikularrecht galt. Dieses behielt seine Geltung auch während der Zugehörigkeit zum Großherzogtum Hessen im 19. Jahrhundert, bis es zum 1. Januar 1900 von dem einheitlich im ganzen Deutschen Reich geltenden Bürgerlichen Gesetzbuch abgelöst wurde.
1897 wurde eine Zigarrenfabrik und 1905 die Schule gebaut. Die Hedwigskapelle wurde 1959 eingeweiht.
Hessische Gebietsreform (1970–1977)
Die Gemeinde Pohlheim wurde am 31. Dezember 1970 im Zuge der Gebietsreform in Hessen durch freiwilligen Zusammenschluss der Gemeinden Dorf-Güll, Garbenteich, Grüningen, Hausen, Holzheim und Watzenborn-Steinberg gegründet. Für Hausen wurde, wie für die übrigen ehemaligen Gemeinden von Pohlheim, ein Ortsbezirk mit Ortsbeirat und Ortsvorsteher nach der Hessischen Gemeindeordnung gebildet.

### Verwaltungsgeschichte im Überblick
Die folgende Liste zeigt die Staaten und Verwaltungseinheiten, denen Hausen angehört(e):

- 886/87: Fränkisches Reich, Wetter(gau)
- 14. Jahrhundert: Heiliges Römisches Reich, Amt Hüttenberg (Kondominium: Grafschaft Nassau und Landgrafschaft Hessen)
- ab 1567: Heiliges Römisches Reich, Amt Hüttenberg (Kondominium: Grafschaft Nassau und Landgrafschaft Hessen-Marburg)[12]
- 1604–1648: hessischer Anteil strittig zwischen Landgrafschaft Hessen-Darmstadt und Landgrafschaft Hessen-Kassel (Hessenkrieg)
- ab 1604: Heiliges Römisches Reich, Amt Hüttenberg (Kondominium: Grafschaft Nassau-Weilburg und Landgrafschaft Hessen-Darmstadt)
- ab 1703: Heiliges Römisches Reich, Landgrafschaft Hessen-Darmstadt (durch Teilungsvertrag), Oberfürstentum Hessen, Amt Hüttenberg[13]
- ab 1806: Großherzogtum Hessen,[Anm. 2] Oberfürstentum Hessen, Amt Hüttenberg[14][15]
- ab 1815: Großherzogtum Hessen, Provinz Oberhessen, Amt Hüttenberg[16]
- ab 1821: Großherzogtum Hessen, Provinz Oberhessen, Landratsbezirk Gießen[Anm. 3]
- ab 1832: Großherzogtum Hessen, Provinz Oberhessen, Kreis Grünberg
- ab 2937: Großherzogtum Hessen, Provinz Oberhessen, Kreis Gießen
- ab 1848: Großherzogtum Hessen, Regierungsbezirk Gießen
- ab 1852: Großherzogtum Hessen, Provinz Oberhessen, Kreis Gießen
- ab 1867: Norddeutscher Bund,[Anm. 4] Großherzogtum Hessen, Provinz Oberhessen, Kreis Gießen
- ab 1871: Deutsches Reich, Großherzogtum Hessen, Provinz Oberhessen, Kreis Gießen
- ab 1918: Deutsches Reich, Volksstaat Hessen, Provinz Oberhessen, Kreis Gießen
- ab 1938: Deutsches Reich (Weimarer Republik), Volksstaat Hessen, Landkreis Gießen[17][Anm. 5]
- ab 1945: Amerikanische Besatzungszone,[Anm. 6] Groß-Hessen, Regierungsbezirk Darmstadt, Landkreis Gießen
- ab 1946: Amerikanische Besatzungszone, Hessen, Regierungsbezirk Darmstadt, Landkreis Gießen
- ab 1949: Bundesrepublik Deutschland, Hessen, Regierungsbezirk Darmstadt, Landkreis Gießen
- ab 1971: Bundesrepublik Deutschland, Hessen, Regierungsbezirk Darmstadt, Landkreis Gießen, Stadt Pohlheim
- ab 1977: Bundesrepublik Deutschland, Hessen, Regierungsbezirk Darmstadt, Lahn-Dill-Kreis, Stadt Pohlheim
- ab 1979: Bundesrepublik Deutschland, Hessen, Regierungsbezirk Darmstadt, Landkreis Gießen, Stadt Pohlheim
- ab 1981: Bundesrepublik Deutschland, Hessen, Regierungsbezirk Gießen, Landkreis Gießen, Stadt Pohlheim

## Bevölkerung

### Einwohnerstruktur 2011
Nach den Erhebungen des Zensus 2011 lebten am Stichtag dem 9. Mai 2011 in Hausen 2097 Einwohner. Darunter waren 141 (6,7 %) Ausländer. Nach dem Lebensalter waren 447 Einwohner unter 18 Jahren, 906 zwischen 18 und 49, 393 zwischen 50 und 64 und 351 Einwohner waren älter. Die Einwohner lebten in 894 Haushalten. Davon waren 300 Singlehaushalte, 222 Paare ohne Kinder und 282 Paare mit Kindern, sowie 72 Alleinerziehende und 18 Wohngemeinschaften. In 162 Haushalten lebten ausschließlich Senioren und in 642 Haushaltungen lebten keine Senioren.

### Einwohnerentwicklung
| Quelle: Historisches Ortslexikon |                                                                                      |
| • 1502:                          | 7 Männer                                                                             |
| • 1577:                          | 12 Hausgesesse                                                                       |
| • 1630:                          | 1 zweispännige, 7 einspännige Ackerleute, 11 Einläufige, 2 Witwen, 3 Vormundschaften |
| • 1677:                          | 16 Hausgesesse, davon ein freier                                                     |
| • 1742:                          | 2 Geistliche/Beamte, 33 Untertanen, 24 Beisassen/Juden                               |
| • 1791:                          | 200 Einwohner                                                                        |
| • 1800:                          | 241 Einwohner                                                                        |
| • 1806:                          | 253 Einwohner, 46 Häuser                                                             |
| • 1829:                          | 272 Einwohner, 49 Häuser                                                             |
| • 1867:                          | 326 Einwohner, 56 bewohnte Gebäude                                                   |
| • 1875:                          | 314 Einwohner, 55 bewohnte Gebäude                                                   |

| Hausen: Einwohnerzahlen von 1791 bis 2018 | Hausen: Einwohnerzahlen von 1791 bis 2018 | Hausen: Einwohnerzahlen von 1791 bis 2018 | Hausen: Einwohnerzahlen von 1791 bis 2018 | Hausen: Einwohnerzahlen von 1791 bis 2018 |
| --- | ----------------------------------------- | ----------------------------------------- | ----------------------------------------- | ----------------------------------------- |
| Jahr |                                           |                                           |                                           | Einwohner                                 |
| 1791 | 1791                                      |                                           | 200                                       | 200                                       |
| 1800 | 1800                                      |                                           | 241                                       | 241                                       |
| 1806 | 1806                                      |                                           | 253                                       | 253                                       |
| 1829 | 1829                                      |                                           | 272                                       | 272                                       |
| 1834 | 1834                                      |                                           | 279                                       | 279                                       |
| 1840 | 1840                                      |                                           | 280                                       | 280                                       |
| 1846 | 1846                                      |                                           | 300                                       | 300                                       |
| 1852 | 1852                                      |                                           | 310                                       | 310                                       |
| 1858 | 1858                                      |                                           | 341                                       | 341                                       |
| 1864 | 1864                                      |                                           | 325                                       | 325                                       |
| 1871 | 1871                                      |                                           | 313                                       | 313                                       |
| 1875 | 1875                                      |                                           | 314                                       | 314                                       |
| 1885 | 1885                                      |                                           | 354                                       | 354                                       |
| 1895 | 1895                                      |                                           | 391                                       | 391                                       |
| 1905 | 1905                                      |                                           | 518                                       | 518                                       |
| 1910 | 1910                                      |                                           | 564                                       | 564                                       |
| 1925 | 1925                                      |                                           | 573                                       | 573                                       |
| 1939 | 1939                                      |                                           | 645                                       | 645                                       |
| 1946 | 1946                                      |                                           | 928                                       | 928                                       |
| 1950 | 1950                                      |                                           | 951                                       | 951                                       |
| 1956 | 1956                                      |                                           | 1.003                                     | 1.003                                     |
| 1961 | 1961                                      |                                           | 1.062                                     | 1.062                                     |
| 1967 | 1967                                      |                                           | 1.205                                     | 1.205                                     |
| 1980 | 1980                                      |                                           | ?                                         | ?                                         |
| 1990 | 1990                                      |                                           | ?                                         | ?                                         |
| 2000 | 2000                                      |                                           | ?                                         | ?                                         |
| 2011 | 2011                                      |                                           | 2.097                                     | 2.097                                     |
| 2018 | 2018                                      |                                           | 2.087                                     | 2.087                                     |
| Datenquelle: Historisches Gemeindeverzeichnis für Hessen: Die Bevölkerung der Gemeinden 1834 bis 1967. Wiesbaden: Hessisches Statistisches Landesamt, 1968. Weitere Quellen: LAGIS; Zensus 2011 |                                           |                                           |                                           |                                           |

### Historische Religionszugehörigkeit
| • 1829: | 271 evangelische, ein katholischer Einwohner |
| • 1961: | 881 evangelische, 163 katholische Einwohner  |

### Erwerbstätigkeit
| • 1961: | Erwerbspersonen: 77 Land- und Forstwirtschaft, 289 Prod. Gewerbe, 85 Handel, Verkehr und Nachrichtenübermittlung, 93 Dienstleistungen und Sonstiges. |

## Wappen
Das Wappen wurde am 12. Februar 1969 durch das Hessische Innenministerium genehmigt.
Blasonierung: „Geviert von Rot, Gold, Silber und Blau, belegt mit einem schwarzen Herzschild, darin ein rechtsgewendeter goldener Adler und ein silberner Schrägrechtsfaden.“

## Persönlichkeiten
- Johannes Dern (* 25. Oktober 1850). Er wanderte mit seiner Frau Elizabeth Margarita Dern, geboren am 20. Mai 1852 mit gleichem Geburtsnamen und -ort, nach Nebraska (USA) aus. Er und seine Frau sind die Eltern des US-Politikers George Henry Dern und Urgroßeltern des Charakterschauspielers Bruce Dern sowie Ur-Urgroßeltern der Schauspielerin Laura Dern.
- Ernst Steiner (1885–1942), ev. Pfarrer in Hausen, als Mitglied des Kaufmann-Will-Kreis von den Nationalsozialisten ermordet